# الإيضاح في التفسير (كتاب)
الإيضاح في التفسير هو كتاب في تفسير القرآن من تأليف أبي القاسم إسماعيل بن محمد الأصفهاني الملقب بقوام السنة. وقد اختصره المؤلف من كتابه المسمى بالجامع في التفسير.
كما نص المؤلف على اسم الكتاب في المقدمة، حيث قال: "وقد كنت جمعت كتابا في التفسير وطولته بكثرة الأقاويل، وتكرار الروايات، وما استشهدت به من الأخبار والآثار والحكايات، وسميته (الجامع في التفسير)، وخشيت على قارئه والناظر فيه الملال، فجمعت هذا الكتاب الآخر، وسميته (كتاب الإيضاح في التفسير).
وتميز هذا التفسير بسلاسة الأسلوب، ووضوح العبارة، مما يجعل القارئ لا يمل ولا يسأم من مطالعته والقراءة فيه. وقد سلك المؤلف في تفسيره الطريق الصحيح لتفسير القرآن فهو يفسر القرآن بالقرآن، وبالسنة، وبأقوال الصحابة، وبأقوال التابعين والأئمة المجتهدين.

## اسم الكتاب وسبب تأليفه
نص المؤلف على اسم الكتاب في المقدمة، حيث قال: "وقد كنت جمعت كتابا في التفسير وطولته بكثرة الأقاويل، وتكرار الروايات، وما استشهدت به من الأخبار والآثار والحكايات، وسميته (الجامع في التفسير)، وخشيت على قارئه والناظر فيه الملال، فجمعت هذا الكتاب الآخر، وسميته (كتاب الإيضاح في التفسير).

## أهمية الكتاب ومزاياه
1. تنبع قيمة الكتاب وأهميته من قيمة وأهمية موضوعه، فموضوعه التفسير، وموضوع التفسير كلام الله تعالى كما هو معلوم.
2. أن مؤلف الكتاب معروف بسلفيته وصدقه وإخلاصه مما جعل لكتبه قيمة علمية مرموقة.
3. تميز هذا التفسير بسلاسة الأسلوب، ووضوح العبارة، مما يجعل القارئ لا يمل ولا يسأم من مطالعته والقراءة فيه.
4. أن عصر المؤلف جاء متأخرا مما جعله يستفيد من مصنفات ما سبقه.
5. أن المؤلف سلك في تفسيره الطريق الصحيح لتفسير القرآن فهو يفسر القرآن بالقرآن وبالسنة وبأقوال الصحابة، وبأقوال التابعين والأئمة المجتهدين.[3]

## منهج المؤلف في تفسيره
كان منهجه في التفسير كالآتي:
1. كان يكثر من تفسير القرآن بالقرآن.
2. وفي ذكره للقراءات فقد كان يوردها بصيغة روي إلا في بعض المواضع فقد كان يذكر القارئ وقراءته.
3. أما في الآيات التي ترد فيها صفات الله وأسماؤه فقد كان المؤلف على مذهب أهل السنة والسلف في الاعتقاد.
4. وفي الأحاديث والآثار فقد كان يرويها دون إسنادها بصيغة روي أو قيل إلا في مواضع قليلة.
5. وكان يكثر من المسائل الفقهية ولكن دون الخوض في التفريعات والتقسيمات.
6. أما في المسائل النحوية والأوجه الإعرابية فكان لا يتعرض لها إلا لما تمس الحاجة إليه من بيان معنى الآية.
7. وكان يذكر بعض الإسرائيليات ولكن دون أن ينتقدها أو يرد عليها.[4]

## وصف النسخ الخطية للكتاب
وجد لهذا الكتاب نسختان حتى الآن وفي كل منهما نقص، وهي:
- النسخة الأولى وهي الأصل: موجودة في مجلس شورى ملى في إيران برقم (4011) وعنها نسخة مصورة في الجامعة الإسلامية تحت رقم (7893). وتقع في خمس وخمسين ومئتي ورقة، وفي كل ورقة وجهان، وفي كل وجه ما بين أربعة وعشرين وخمسة وعشرين سطرا، وقد كتبت بخط النسخ على يد أبي القاسم عبد الله بن محمد بن أبي القاسم بن أحمد بن محمد الخرقي.
- النسخة الثانية: موجودة في مكتبة الدولة في بيرلين، وتقع في خمس وستين وثلاث مائة ورقة، وفي كل ورقة وجهان، وفي كل وجه ما بين خمسة عشر وسبعة عشر سطرا.[5]